# وينديل بيل (أستاذ جامعي)
وينديل بيل (بالإنجليزية: Wendell Bell)‏ هو عالم اجتماع وضابط أمريكي، ولد في 27 سبتمبر 1924 في شيكاغو في الولايات المتحدة.